# 拉里 (猫)
拉里（英語：Larry，2007年1月－）為一只雄性黑白色的虎斑猫。現任英國內閣辦公廳首席捕鼠大臣，于2011年2月15日就任。目前居于唐宁街10号。

## 官方职责
根据唐宁街10号官网的介紹，拉里的官方职责包括欢迎客人，安全检查，以及测试古董家具用来睡眠的品質（greeting guests to the house, inspecting security defences, and testing antique furniture for napping quality）。

## 生平經歷

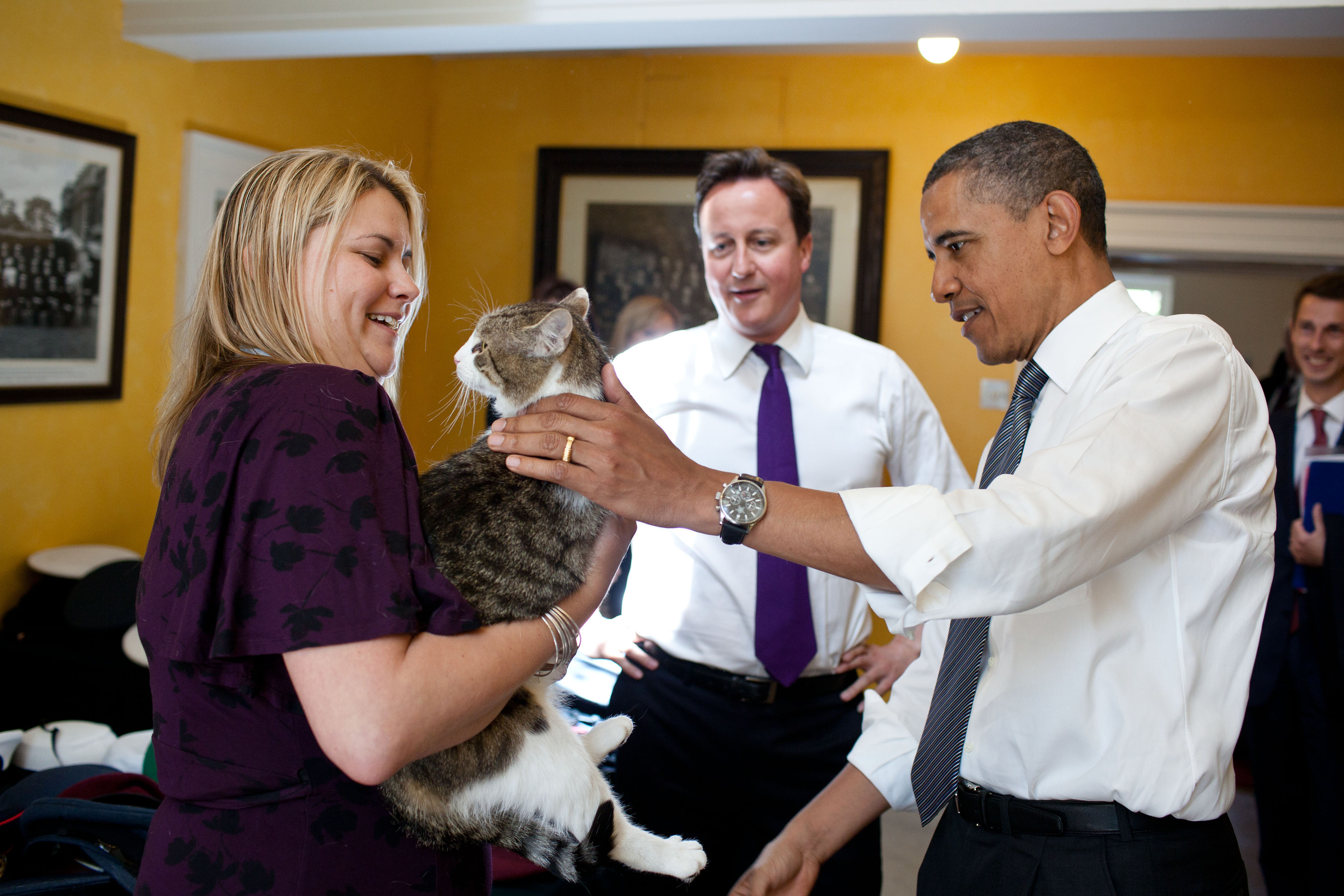
時任英國首相大衛·卡麥隆向時任美國總統巴拉克·奧巴馬介紹拉里

2011年，拉里被時任英國首相卡麥隆領養，入駐唐宁街10号，就任首席捕鼠大臣。同年，拉里在一次採訪中失控，攻擊英國ITV電視台的一名女記者。
媒體人馬修·丹科納在2013年宣稱卡麥隆一家不喜歡拉里，拉里只不過是個「公關道具」；引發愛貓人士的不滿，迫使首相官邸辦公室出面聲明，表示卡麥隆一家跟拉里處得很好。2016年，卡麥隆卸任首相，但拉里仍繼續留在首相官邸任職，此舉遭到了質疑，卡麥隆對此回應說，拉里並非他的寵物、而是屬於公務員體系，所以他不能帶走拉里。
2019年6月，美國總統唐纳德·特朗普在離開唐寧街官邸時，拉里一度鑽入特朗普的專車車底避雨，短暫延遲特朗普訪英的行程。

## 與其他動物們的關係
2011年英國《太陽報》報導指，當時拉里每晚都會外出與聖詹姆斯公園裡一隻名叫梅西的雌性虎斑貓「約會」，而導致其白天昏昏欲睡，捕鼠效率變低。有時這兩隻貓還會在一起吃飯。
拉里於2012年7月與財政大臣的貓弗蕾亞爆發激烈衝突，卻落敗於對手更為尖銳的爪子下。
2016年4月，一隻黑白雙色貓帕默斯頓正式成為外交部的捕鼠大臣，拉里與其時常發生衝突，在一次爭鬥中拉里的爪子受了傷。專家奎蘭認為這兩隻貓之所以會互相爭鬥的原因是為了爭奪地盤。
此外拉里與英國財政大臣菲利普·韓蒙德飼養的兩隻寵物犬關係亦不大融洽，使韓蒙德必須要將兩隻狗關在房內以避免觸犯拉里的地盤。
2022年10月，賴瑞被拍到在唐寧街官邸外驅離了一隻野狐狸。

## 領土

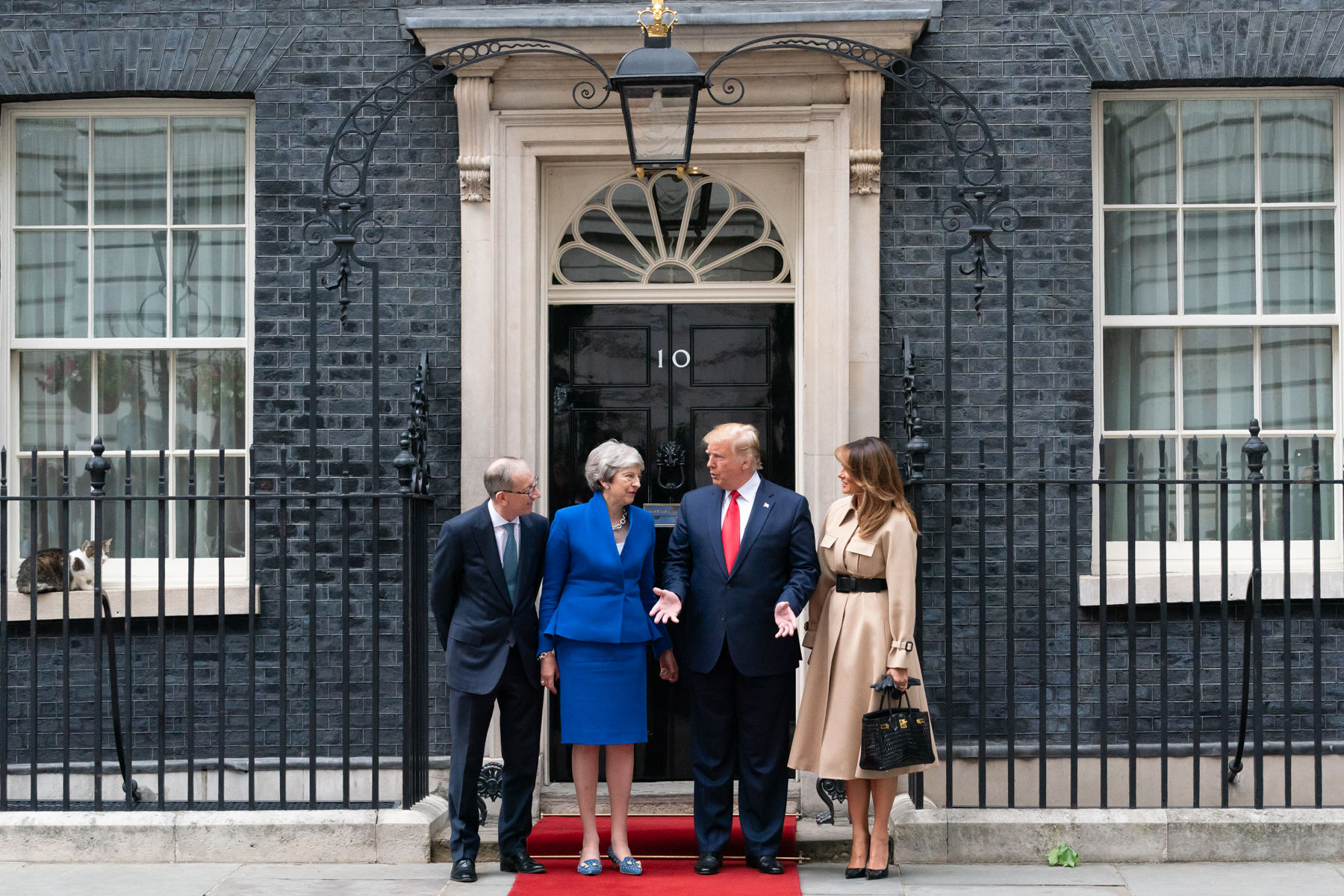
在美國總統唐纳德·特朗普訪問期間，拉里（左）躺在唐寧街10號的窗戶上

前副首相尼克·克萊格描述唐寧街的內部保安，大門需麥克風聯絡，“並非為了安全，而是為了防止讓拉里從建築物的一端到另一端”。2013年2月，在收到工作人員有關過敏的投訴後，一防貓屏障被建立，以防止拉里和他的鄰居弗蕾亞進入外交部。夏偉林後來要求拆除屏障。
2015年12月，前內政大臣大衛·布倫基特建議拉里應該增加牠的工作場所，包括威斯敏斯特宮，該地的囓齒動物為患。

## 榮譽
2012年，拉里獲得了巴特西貓狗之家的藍色牌匾。

## 在流行文化中
英國《每日電訊報》製作了一個圖片集，以慶祝拉里頭兩年的就職。
在2012年的Google街景中可見到拉里，牠在唐寧街10號門旁睡著了。

## 外部連結
- 拉里與外交部貓帕默斯頓對峙的影片 （页面存档备份，存于）（英文）

| 官衔            | 官衔                                       | 官衔 |
| --------------- | ------------------------------------------ | ---- |
| 前任者： 西比尔 | 英國內閣辦公廳首席捕鼠大臣 2011年2月15日－ | 現任 |